# Château de La Côte-Saint-André
Le château communal de La Côte-Saint-André, également dénommé « château Louis XI »,  est un ancien château médiéval datant du XIIIe siècle, transformé en château de plaisance pour une congrégation religieuse durant le XIXe siècle, qui se dresse sur la commune de La Côte-Saint-André, dans le département de l'Isère, en région Auvergne-Rhône-Alpes.
Certains éléments du château font l’objet d’un classement au titre des monuments historiques.

## Situation et accès

### Situation
Le château est situé au cœur de la commune de La Côte-Saint-André. L'édifice, placé sur une hauteur, domine l'ensemble du bourg central. Il est accessible à pied par un grand escalier mais également par les véhicules grâce à une voie routière depuis les deux parties (est et ouest) du quartier ancien de la ville.

### Accès

#### Transports publics
La halle, située dans le centre historique, est desservie par le réseau interurbain de l'Isère connu sous l'appellation locale Transisère qui relie la ville de La Côte-Saint-André aux autres villes de l'Isère.
L'aéroport le plus proche est l'aéroport de Grenoble-Isère, situé à moins de 5 km de La Côte-Saint-André. La ligne d'autocar 7350 permet de relier cet aéroport avec le site du château.
La gare ferroviaire la plus proche est la gare du Grand-Lemps, située à environ 10 km de La Côte Saint-André. Celle-ci se présente sous la forme d'une halte ferroviaire desservie par les trains TER Auvergne-Rhône-Alpes de la relation de Lyon-Perrache.

#### À pied
La halle est accessible aux piétons depuis n'importe quel point de la commune. Depuis le centre-ville, l'édifice est accessible par deux escaliers qui commencent à proximité de la Halle de La Côte-Saint-André.

## Historique

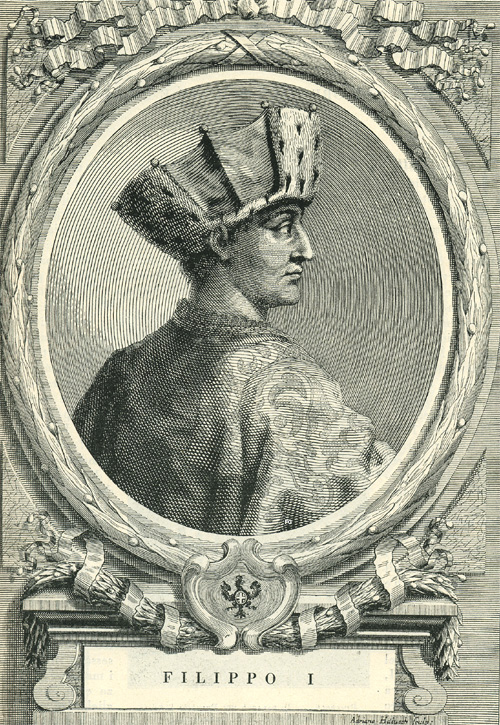
Philippe 1er de Savoie est le fondateur du château de la Côte-Saint-André

L’histoire du château remonte au XIIIe siècle, alors que la paroisse de La Côte dépendait de la maison de Savoie. Afin de protéger la ville des incursions des soldats dauphinois, Philippe Ier de Savoie décide de lancer la construction d'un château à partir de 1273. 
Au XIVe siècle, la ville est rattachée au Dauphiné et le château devient un lieu de manifestations officielles. Les Etats du Dauphiné s'y réunirent au XIVe siècle. En 1518, le château est saccagé par des mercenaires au retour des guerres d’Italie et le château tombe en ruine à la suite des combats liés aux guerres de religion.
En 1869, Les frères maristes achètent le château et son domaine. Ils procèdent au surélèvement d'un étage le corps du bâtiment central. Le château est ensuite acquis par la ville en 1906.
Dans les années 1970, la commune s’est lancé dans de gros travaux sur la toiture accompagné d'un traitement de la charpente, un chaînage béton
armé a également été réalisé à l’aplomb des murs porteurs ainsi que l’étanchéité du belvédère .

## Description

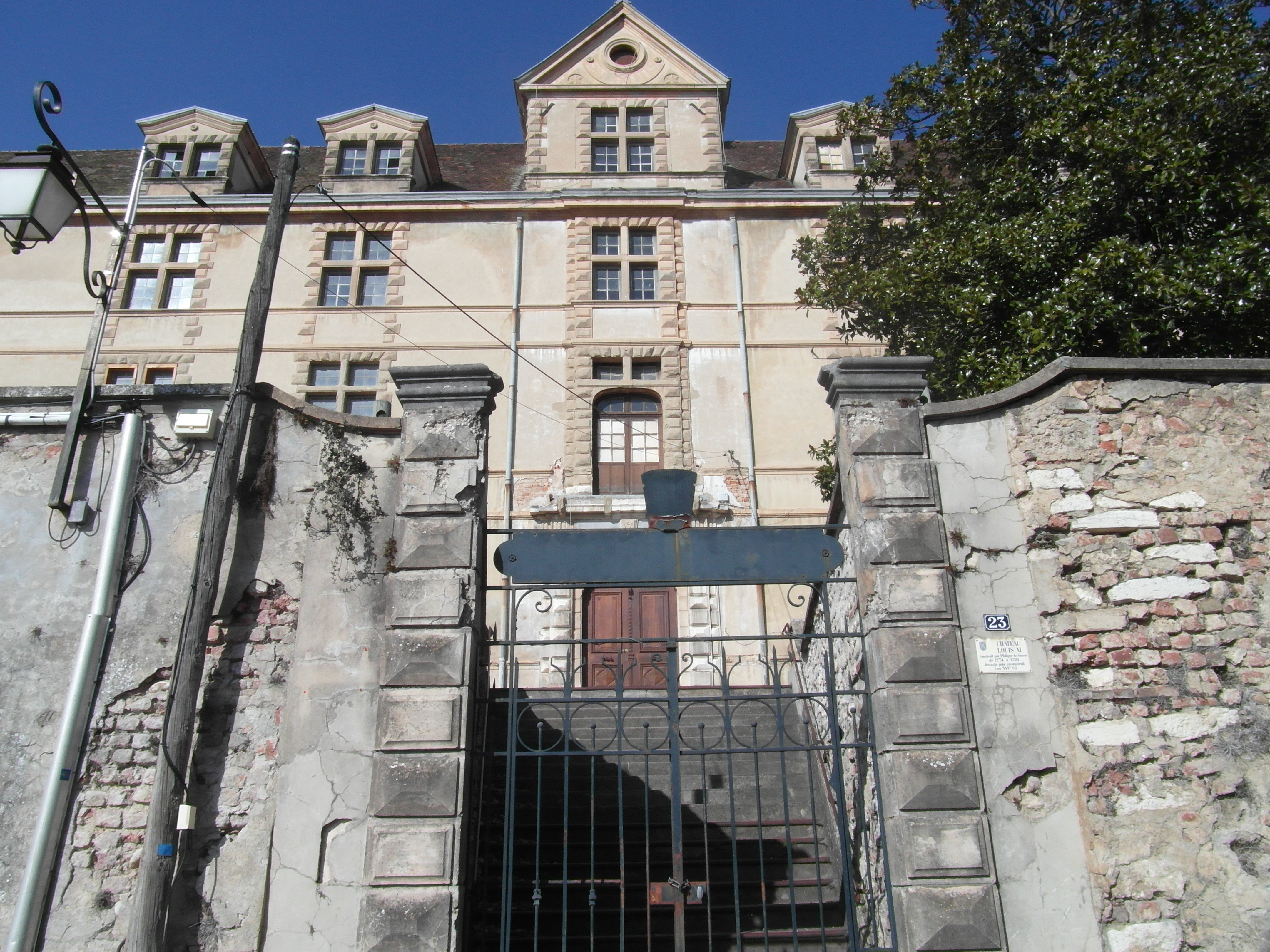
Entrée du Château de La Côte-Saint-André

L'ensemble architectural a fortement été remodelé au XIXe siècle et se présente sous la forme d'un grand bâtiment flanquée d'une grande annexe (anciennes écuries) sur son aile nord. 
Dans la cour intérieure, l'imposant dôme requalifié en auditorium qui permet de protéger les musiciens et le public lors des concerts lors du festival Berlioz est toujours visible en 2019.
Depuis le centre-ville et sa halle médiévale, un grand escalier permet de parvenir devant la façade principale, très austère et de forme rectangulaire. Celle-ci présente trois niveaux, la toiture étant agrémentée de fenêtres à bossage.
Selon la plaquette distribuée par l'office de Tourisme de La Côte Saint-André, l'édifice fait l'objet d'un projet de réhabilitation en pôle culturel, destiné à accueillir la bibliothèque et l'école de musique municipale.
L'actuel château date dans sa plus grande partie du début du XVIIe siècle et il présente notamment une grande salle dite « Louis XI » ou se situe une grande cheminée monumentale avec des plafonds à la française et un escalier d'honneur avec une rampe à balustre. L'ensemble ainsi que les décors intérieurs font l’objet d’un classement au titre des monuments historiques par arrêté du 21 mars 1983,

## Expositions et manifestations

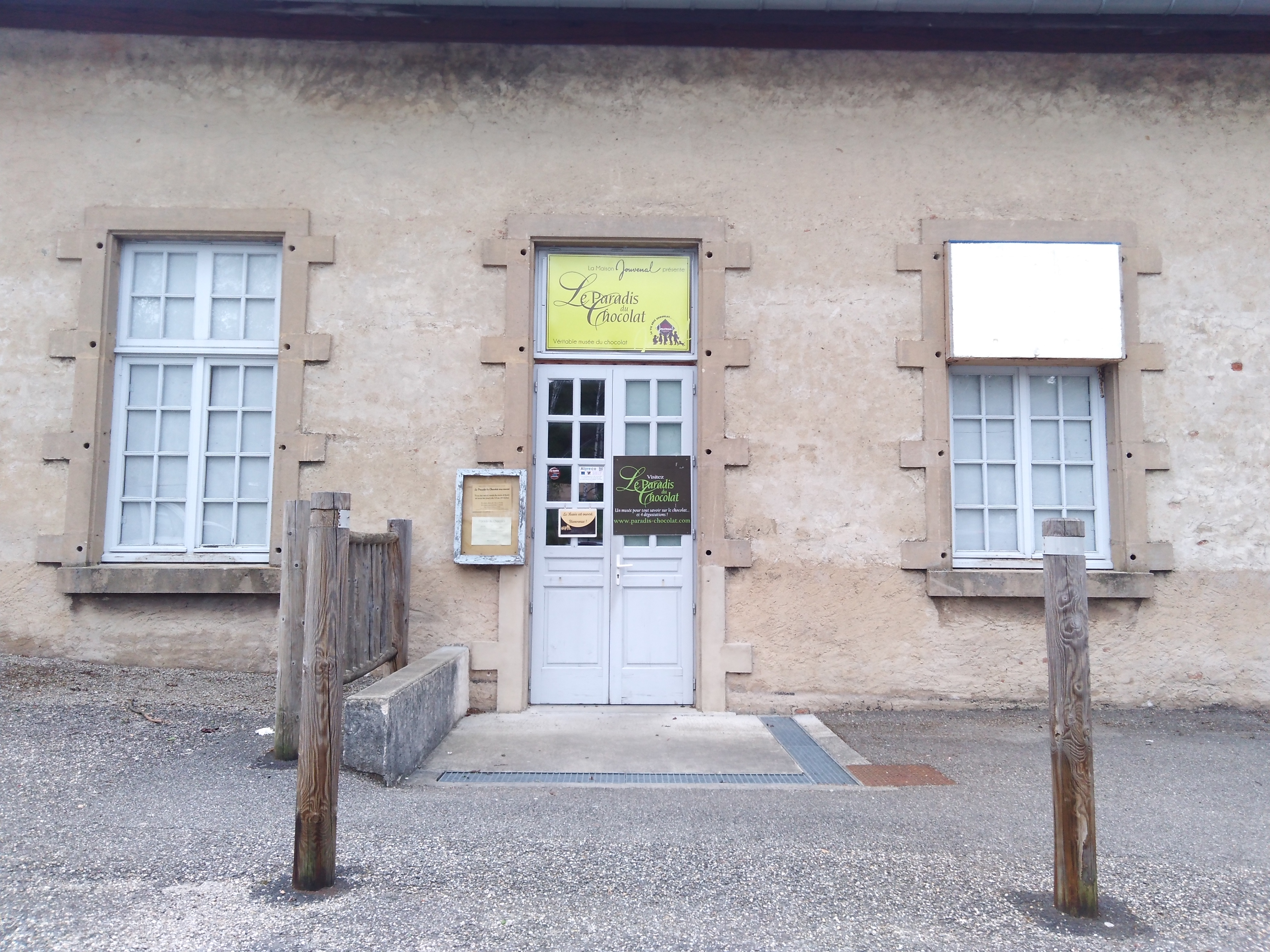
Entrée du « Paradis du chocolat »

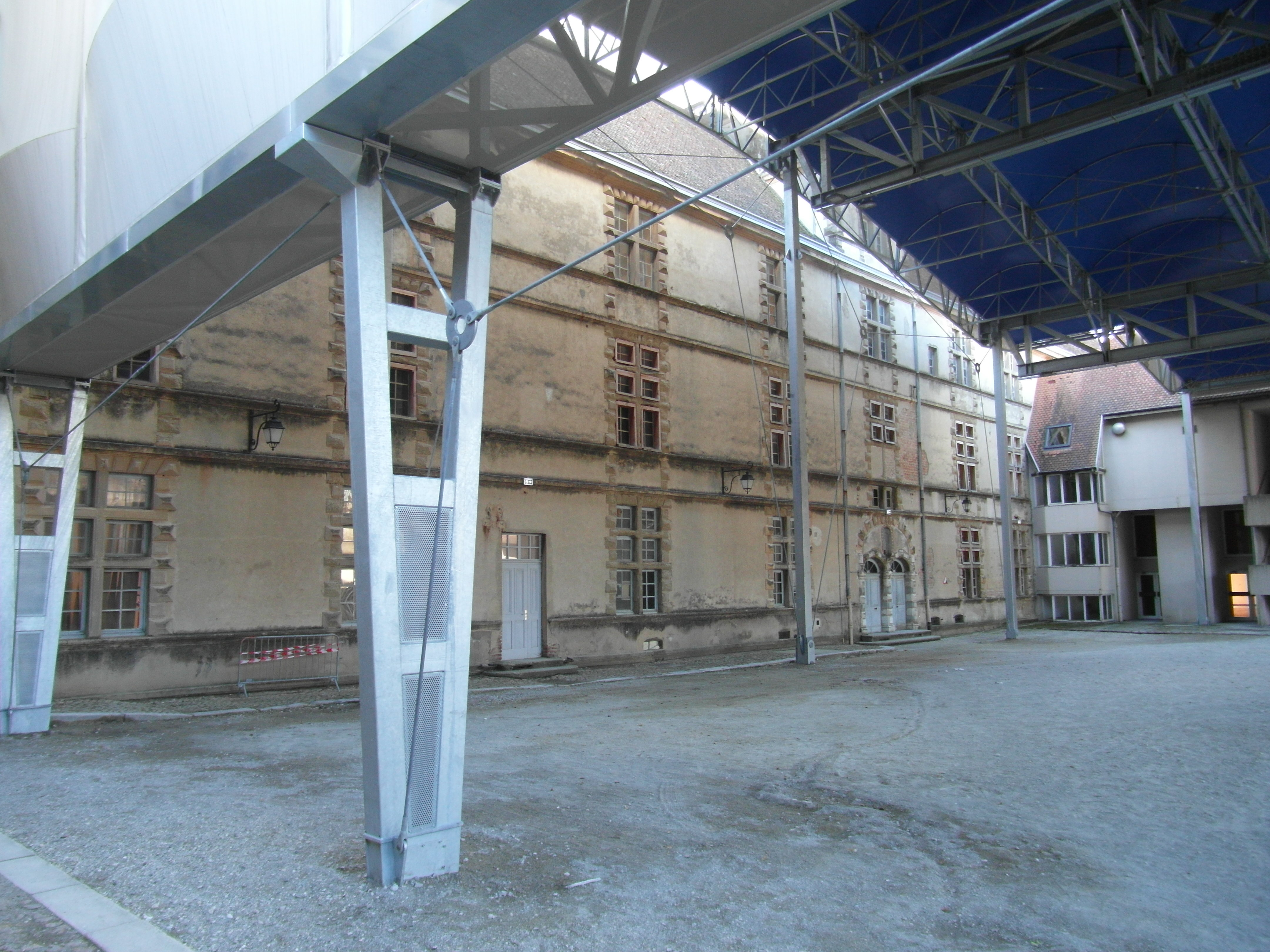
Dôme de l'auditorium du château de La Côte Saint-André

Le château accueille ponctuellement le site d'un festival et héberge les collections d'un petit musée local.

### Le musée du Paradis du Chocolat
Le musée du « Paradis du Chocolat », établissement privé, installé dans l'enceinte même du château (en fait, dans un bâtiment jouxtant l’édifice principal), est né d'un projet lancé par le chocolatier côtois Pierre Jouvenal en 1985. 
Le musée a ouvert en 1994 et reçoit une moyenne d'environ 15 000 visiteurs par an en moyenne ,.
Ce dernier a fermé en juin 2019 après 25 d'activité.

### Festival Berlioz
Une grande partie des manifestations liées au Festival Berlioz de La Côte-Saint-André se déroule dans la cour intérieure du château vers la fin du mois d'août de chaque année. 
Le site a été aménagé pour y accueillir les concerts symphoniques. Il s'agit d'une installation démontable situé à proximité de la façade arrière de l'édifice et qui permet d'accueillir 1 400 personnes à l'abri des intempéries. 
Un parking, au nombre de places limitées, est situé face aux bâtiments annexes.

## Le château de La Côte-Saint-André dans les arts

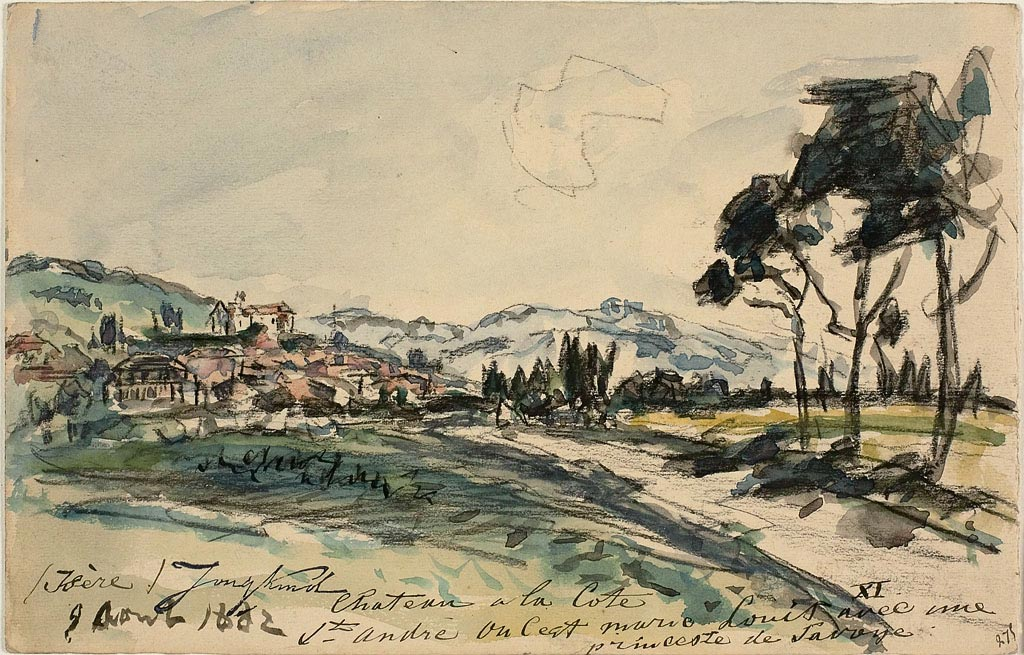
Château de la Cote Saint André par J-B Jongkind

### Dans la peinture
J-B Jongkind
Le peintre Johan Barthold Jongkind, peintre et aquarelliste néerlandais, considéré comme l'un des précurseurs de l'impressionnisme vient s'installer à La Côte-Saint-André en 1878 et produit, durant cette période, beaucoup d'aquarelles dont une représente la cité dauphinoise et son château.